# Théâtre Berezil
Le Théâtre Berezil (ukrainien : Березіль) était une troupe de théâtre soviétique et ukrainienne d'avant-garde fondée par Les Kourbas qui fut active de 1922 à 1933. En 1926, la troupe fut déplacée à Kharkiv. Aujourd'hui, Berezil est le nom d'une petite scène du Théâtre dramatique national de Kharkiv.

## Étymologie
Le théâtre tire son nom du nom ukrainien du premier mois du printemps - berezen (mars). Pour certains, berezil peut également signifier « avril », et le nouveau théâtre est né presque le 1er avril. D’autre part, le nom berezil incite à la réflexion, car il viendrait soit de « écorce de bouleau », qui était brûlée pendant ce mois quand il n’y avait pas de bois de chauffage, soit même de « mal au bouleau », car en mars, la sève de bouleau était récoltée pour être consommée.

## Histoire

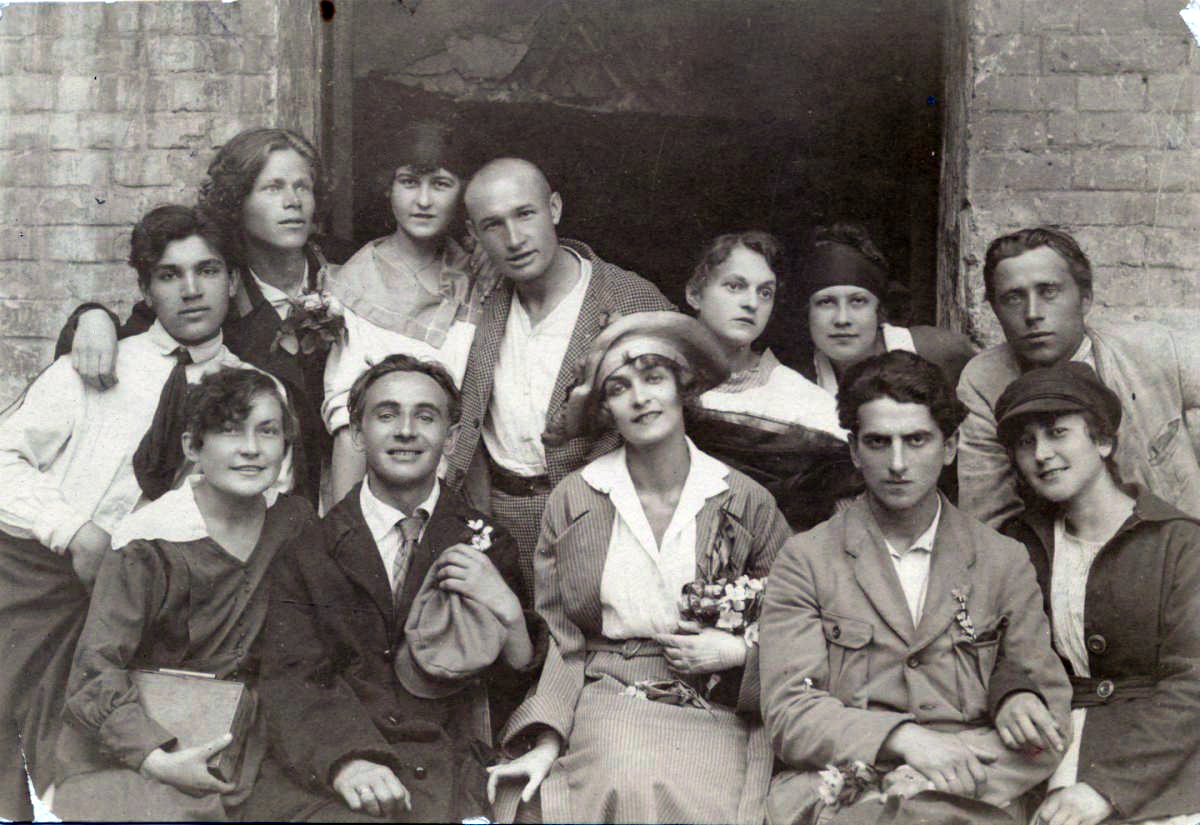
La troupe en 1922 : Valentyna Tchistyakova, Bortnyk Démianovitch, Faust Lopatynski, Anna Babiivna et Zinaïda Pihoulovitch.

Son siège initial était à Kiev, mais en 1926, la troupe déménage à Kharkiv. Également connue sous le nom d'Organisation artistique Berezil', la compagnie comprenait plusieurs studios, un journal, un musée et une école de théâtre. En 1927, Les Kourbas et le théâtre Berezil commencèrent à collaborer étroitement avec le dramaturge ukrainien Mykola Koulich. Après la production de la dernière pièce de Koulich, Maklena Grasa, Kurbas fut envoyé en exil par le ministère de l'Éducation. Le théâtre fut ensuite été rebaptisé Théâtre Taras Chevtchenko par le gouvernement.
Fondée le 31 mars 1922 par Les Kourbas en tant qu’Association d’Art (MOB) sur la base de l’un des groupes du collectif Jeune théâtre (uk), qui avait commencé ses représentations dans des unités de l’Armée rouge. Sa première représentation Octobre (le texte de la société de production créative) a eu lieu le 7 novembre 1922. Il a fonctionné comme un théâtre d'État de 1922 à 1926 à Kiev, et à partir de 1926 à Kharkiv (alors capitale de la RSS d'Ukraine).
Son siège initial était à Kiev, mais en 1926, la troupe déménagea à Kharkiv. Également connue sous le nom d'Organisation artistique Berezil', la compagnie comprenait plusieurs studios, un journal, un musée et une école de théâtre. En 1927, Les Kourbas et le théâtre Berezil commencèrent à collaborer étroitement avec le dramaturge ukrainien Mykola Koulich. Après la production de la dernière pièce de Koulich, Maklena Grasa, Kurbas fut envoyé en exil par le ministère de l'Éducation. Le théâtre fut ensuite été rebaptisé Théâtre Taras Chevtchenko par le gouvernement.
La vie et la période de formation du théâtre à Kiev sont considérées comme sa période politique, tandis que la période de Kharkov est considérée comme sa période philosophique.
À son apogée, le théâtre Berezil comptait six studios d'art dramatique (trois à Kiev, un à Bila Tserkva, un à Ouman et un à Odessa), environ 400 acteurs et employés, un laboratoire des metteurs en scène (Rezhlab), un musée du théâtre (aujourd'hui le Musée du cinéma de la musique et du théâtre d'Ukraine) et dix comités, dont le comité dit « psychologique et technique » qui appliquait les méthodes de la psychologie appliquée pour développer de nouvelles méthodes de formation pour les acteurs et les metteurs en scène.
Chaque atelier, en plus du répertoire régulier, avait sa propre mission spéciale et s'engageait dans un travail exploratoire dans divers domaines de l'art théâtral. Il y avait un music-hall dans le théâtre et un agitprop, avec un répertoire de pièces en costumes. Le théâtre a également publié une revue, Barricades du théâtre (uk)

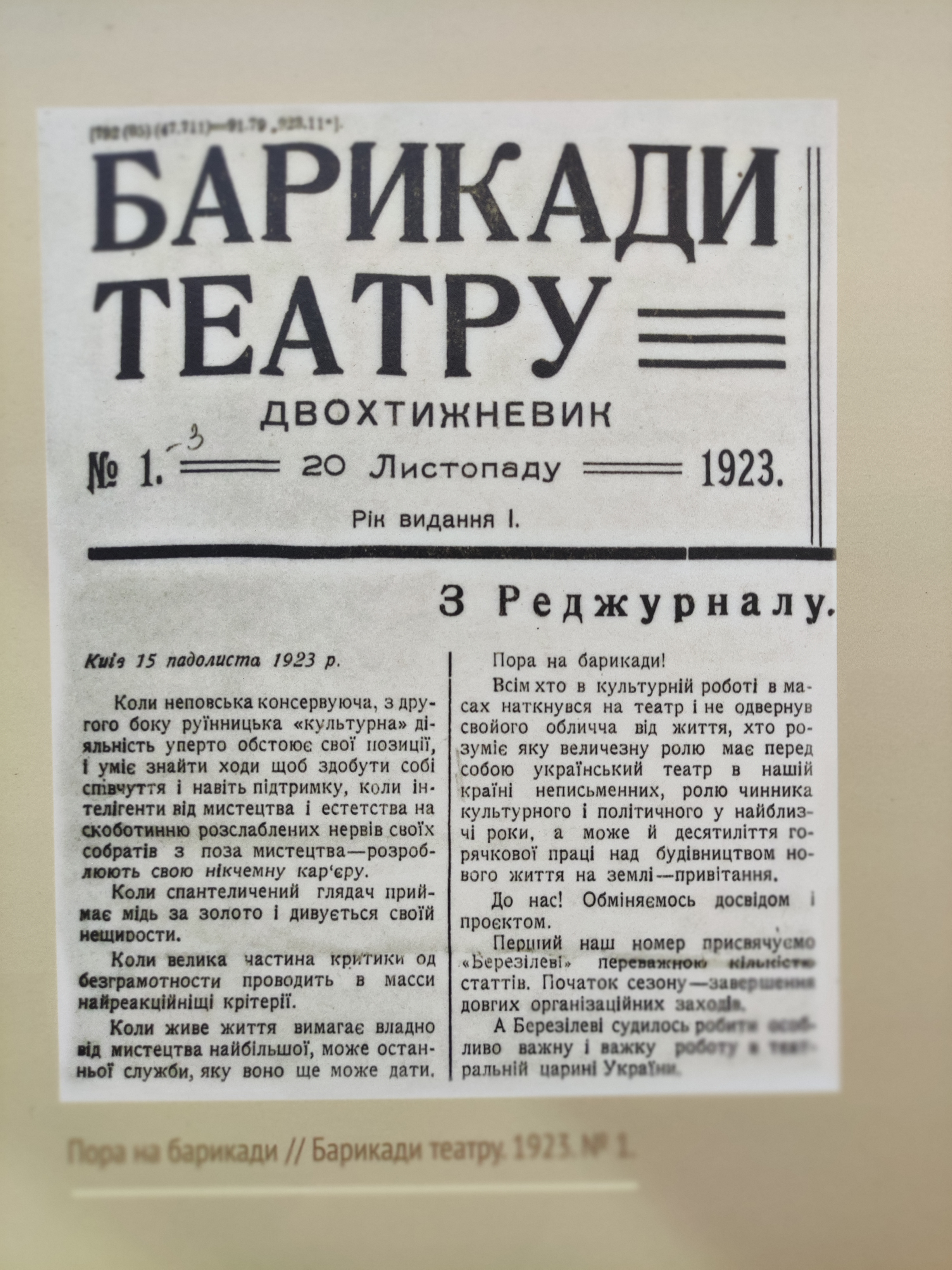
La revue
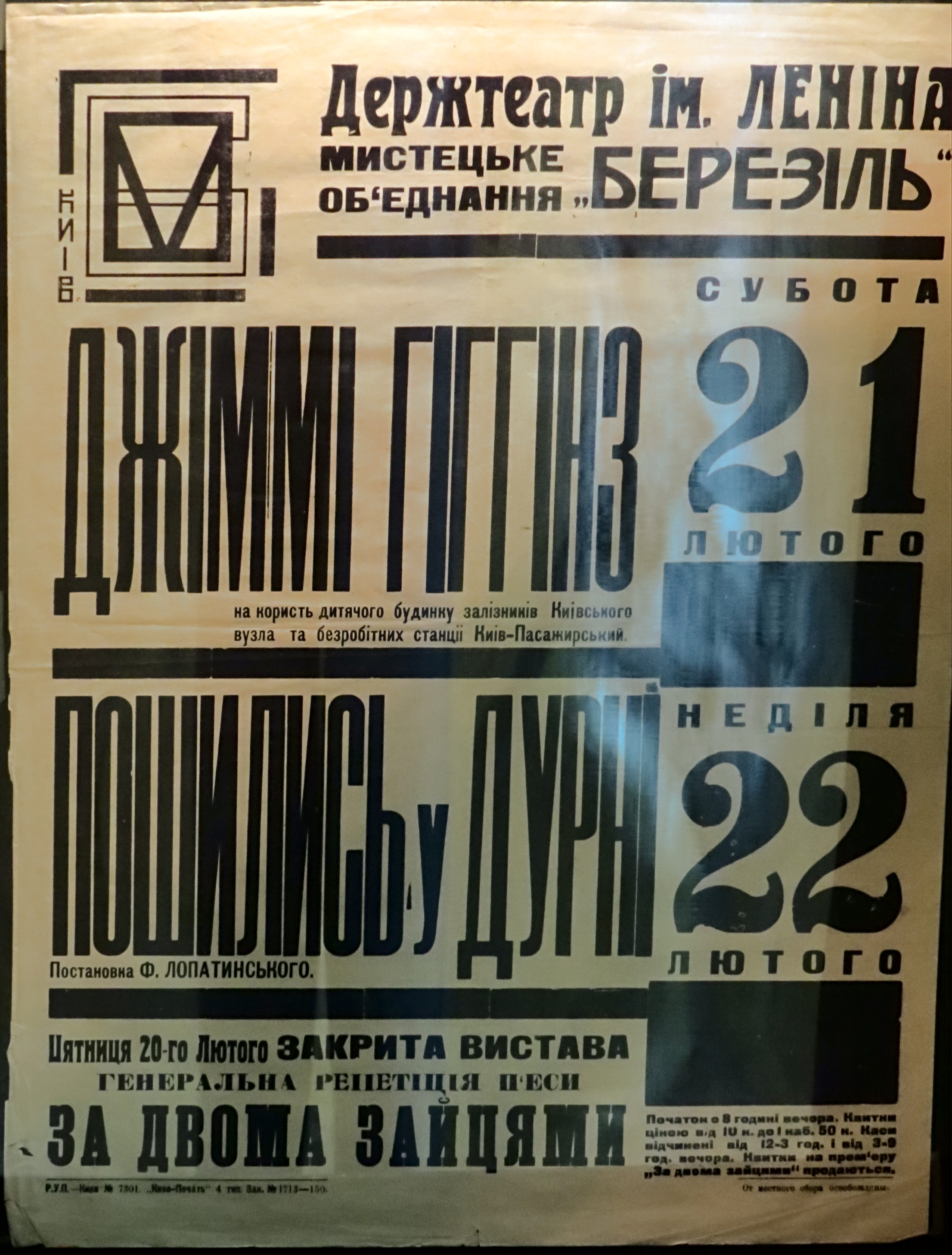
Affiche

Le théâtre possédait une équipe expérimentale audacieuse et forte, dans laquelle de jeunes talents rayonnaient : Amvrossi Boutchma, Marian Kruchelnytsky (uk), Natalia Oujveï, Yossyp Hirnyak (uk), Valentina Tchistyakova (uk), Oleksandr Serdyouk (uk), Danylo Antonovytch (uk), Ivan Marianenko (uk), Fedor Radtchouk (uk), Antonina Smereka (uk), et d’autres.
Dans ses intentions, la jeune compagnie affirmait vouloir lutter contre la routine, les conventions et l'ennui, contre la théorie de « l’art pour l’art ». Kourbas s'est efforcé de dépasser le théâtre ethnographique et naturaliste pour créer un art théâtral en accord avec la nouvelle époque révolutionnaire, un théâtre d'agitation politique dans des mises en scènes modernes. Le théâtre Berezil concentra ses efforts de création sur la recherche de nouveaux moyens scéniques. Contrairement au théâtre réaliste (dont les idées étaient épousées par Hnat Youra), Les Kourbas évolua vers l'avant-gardisme, l'expressionnisme, le constructivisme et le symbolisme néo-baroque. Il mit l'accent sur l'utilisation de décors simples, l'économie de moyens, l'érudition des acteurs auxquelles s'associaient la photographie, le cinéma et la musique.
Le 29 septembre 1925, un bureau de langue et de la terminologie fut fondé dans l’association d’art Berezil, qui, avec l’aide de l’Académie panukrainienne des sciences, a entrepris de développer une terminologie théâtrale pour la préparation d’un dictionnaire spécial; Andriy Nikovsky (uk) a été invité au poste établi d’expert de la langue ukrainienne.
En avril-mai 1926, le Conseil panukrainien du théâtre a décidé de changer le nom du théâtre de Kiev en Théâtre central ukrainien de la République et de le transférer à Kharkiv.
Le 4 mai 1926, la troupe reçut un adieu solennel au théâtre Lénine de Kiev.
La première saison de Kharkiv débuta le 16 octobre 1926.
Une trio d'artistes brillants - le metteur en scène et directeur Les Kurbas, l'acteur Vadim Meller et le dramaturge Mykola Koulich - brillèrent dans le « Berezil » de Kharkiv où, après avoir rencontré Mykola Koulich, Kourbas remis finalement en question ses concepts esthétiques et se recentra. De 1926 à 1936, le « Berezil » connut une nouvelle période dite de synthèse nationale à dominante néo-baroque. Deux pièces basées sur les œuvres de Koulich devinrent l'occasion d'un débat littéraire dans toute l'Ukraine,et sont des exemples frappants de cette nouvelle orientation.
Les 28 et 29 mars 1927, puis les 15 et 16 avril, eurent lieu les premières disputes théâtrales ukrainiennes, les séances commençant à 8 heures du matin et se terminant à 2 heures. Les principaux opposants étaient Gnat Youra, du théâtre Franko, et Les Kourbas, de Berezil, qui défendaient respectivement le drame psychologique réaliste, et une conception avant-gardiste du théâtre.
La politique de « réforme humaine immédiate » de Kourbas, c'est-à-dire le passage de facto d'un hymne aux masses et au collectivisme à la glorification de l'individualisme, fut la raison pour laquelle les autorités commencèrent à attaquer Kourbas personnellement et le théâtre dans son ensemble. Le théâtre fut accusé d'être inaccessible aux masses, et le directeur lui-même d'être anti-démocratique, nationaliste bourgeois et contre-révolutionnaire. La Sonate Pathétique de Koulich fut censurée. Une autre production de Koulish fut créée en septembre 1933 sous la supervision des tchékistes et a ensuite été interdite. Le 5 octobre 1933, le Commissariat populaire à l'éducation de la RSS d'Ukraine qualifia le théâtre d'« organisation saboteuse » et Kpurbas de « nationaliste qui a viré au fascisme ». Kourbas est démis de ses fonctions de directeur du théâtre, arrêté le 25 décembre 1933, condamné le 9 avril 1934 et fusillé le 3 novembre 1937.
Après l'arrestation de Kourbas, le théâtre fut dirigé par Marian Krouchelnitski (ru), qui a dû sauver la compagnie de la faillite. Son répertoire et sa position idéologique ont été totalement revus dans l'esprit du réalisme officiel. En 1935, le théâtre a été rebaptisé Théâtre dramatique ukrainien Chevtchenko.

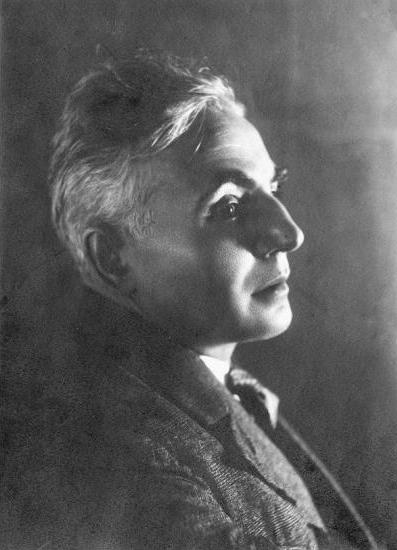
Les Kourbas vers 1937
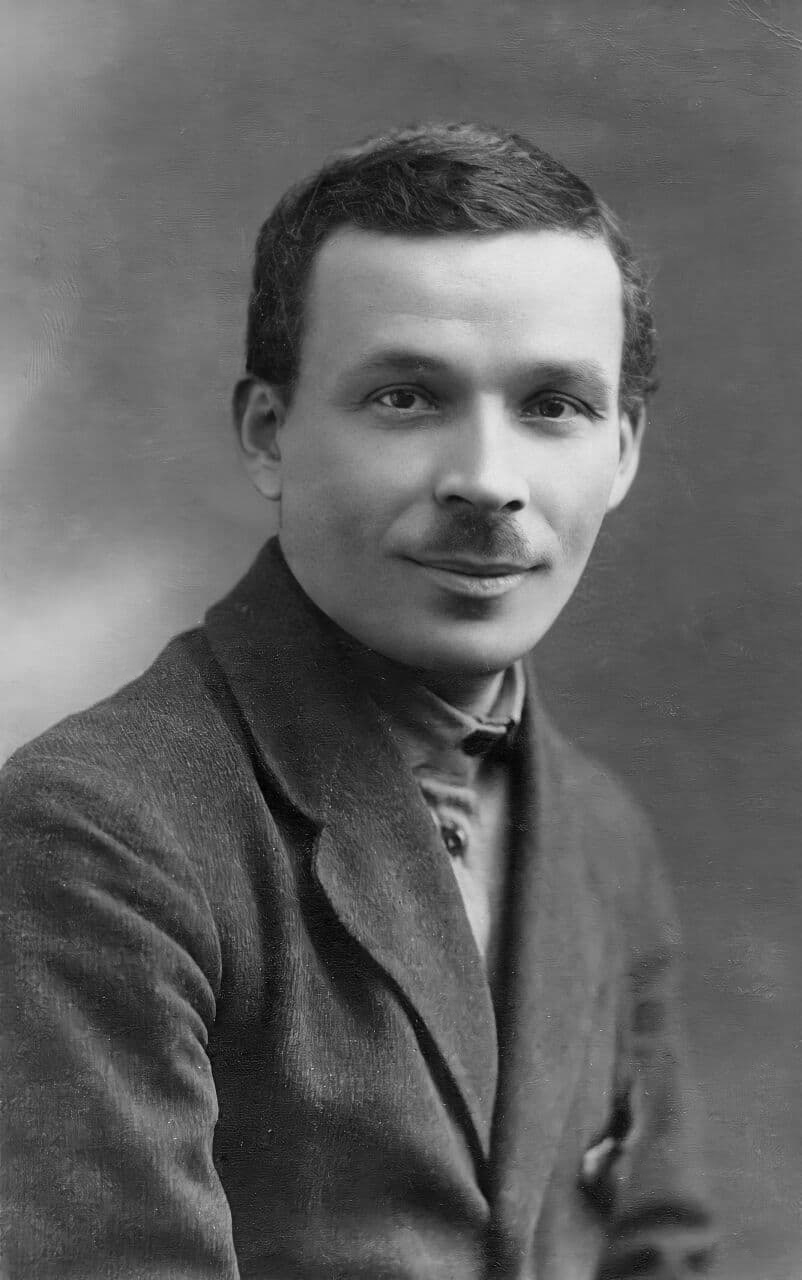
Mykola Koulich dans les années 1920